# Lista șefilor parchetului de pe lângă instanța supremă a României
| Nume                         | De la             | Până la          |
| ---------------------------- | ----------------- | ---------------- |
| Nicolae Popovici             | 1979              | 9 ianuarie 1990  |
| Gheorghe Ioan Robu           | 9 ianuarie 1990   | 1992             |
| Mihai Ulpiu Popa Cherecheanu | 1992              | 15 aprilie 1993  |
| Vasile Manea Drăgulin        | 15 aprilie 1993   | 27 august 1996   |
| Nicolae Cochinescu           | 27 august 1996    | 25 august 1997   |
| Sorin Moisescu               | 28 august 1997    | 20 iunie 1998    |
| Mircea Criste                | 8 iulie 1998      | 24 ianuarie 2001 |
| Joița Tănase                 | 24 ianuarie 2001  | 30 august 2003   |
| Ilie Botoș                   | 30 august 2003    | 25 iulie 2006    |
| Laura Codruța Kövesi         | 2 octombrie 2006  | 2012             |
| Tiberiu Nițu                 | 2012              | 2016             |
| Augustin Lazăr               | 28 aprilie 2016   | 2019             |
| Gabriela Scutea              | 20 februarie 2020 | în funcție       |

## Vezi și
- Parchetul de pe lângă Înalta Curte de Casație și Justiție#Lista procurorilor generali ai României